# S/2003 J 2
S/2003 J 2 は、木星の衛星の一つ。スコット・S・シェパードが率いるハワイ大学の観測チームによって2003年2月5日に発見された。観測にはすばる望遠鏡、カナダ・フランス・ハワイ望遠鏡とハワイ大学の望遠鏡が使用された。
天体のアルベドを0.04と仮定した場合、この天体の直径はおよそ 2 km と推定される。また平均密度を2.6 g/cm3 と仮定すると、質量はおよそ 1.5 ×1013 kg と推定される。
軌道傾斜角は 157.291° であり、木星の自転とは逆向きに公転する逆行衛星である。軌道長半径はおよそ2835万km とその他の衛星よりも大きく、軌道離心率も大きい。発見されている木星の衛星のほとんどは似た軌道要素を持ついくつかのグループに分類されるが、この衛星は似た軌道要素を持つものが発見されておらず、分類は未定であった。2020年の再発見により、アナンケ群に含まれることが判明した。
2018年時点で、発見が報告されている木星の衛星の中では最も大きな軌道長半径を持つ。天体の重力が支配的である領域を示す概念としてヒル球があり、木星のヒル球の半径はおよそ5200万km である。衛星の軌道は、惑星の自転と同じ向きに公転する順行軌道よりも逆行軌道のほうが一般に安定である。解析的な研究によると、順行軌道の場合は軌道が長期的に安定を保てる範囲はヒル球半径の0.5倍程度だが、逆行軌道の場合は0.7倍程度の距離まで安定を保つことが出来る。そのため、原理的には S/2003 J 2 よりも遠方にも衛星は存在できる。
S/2003 J 2 は継続して観測された期間が1年未満と短く、その特徴や軌道要素は不確実であった。また2003年の発見報告以降は長く検出されず、見失われた状態にあった。しかし、2020年になってシェパードとアマチュア天文家のKennethによって再発見された。再発見については、2021年1月26日に小天体センターにより公表された。